# Trofeo Santiago Bernabéu

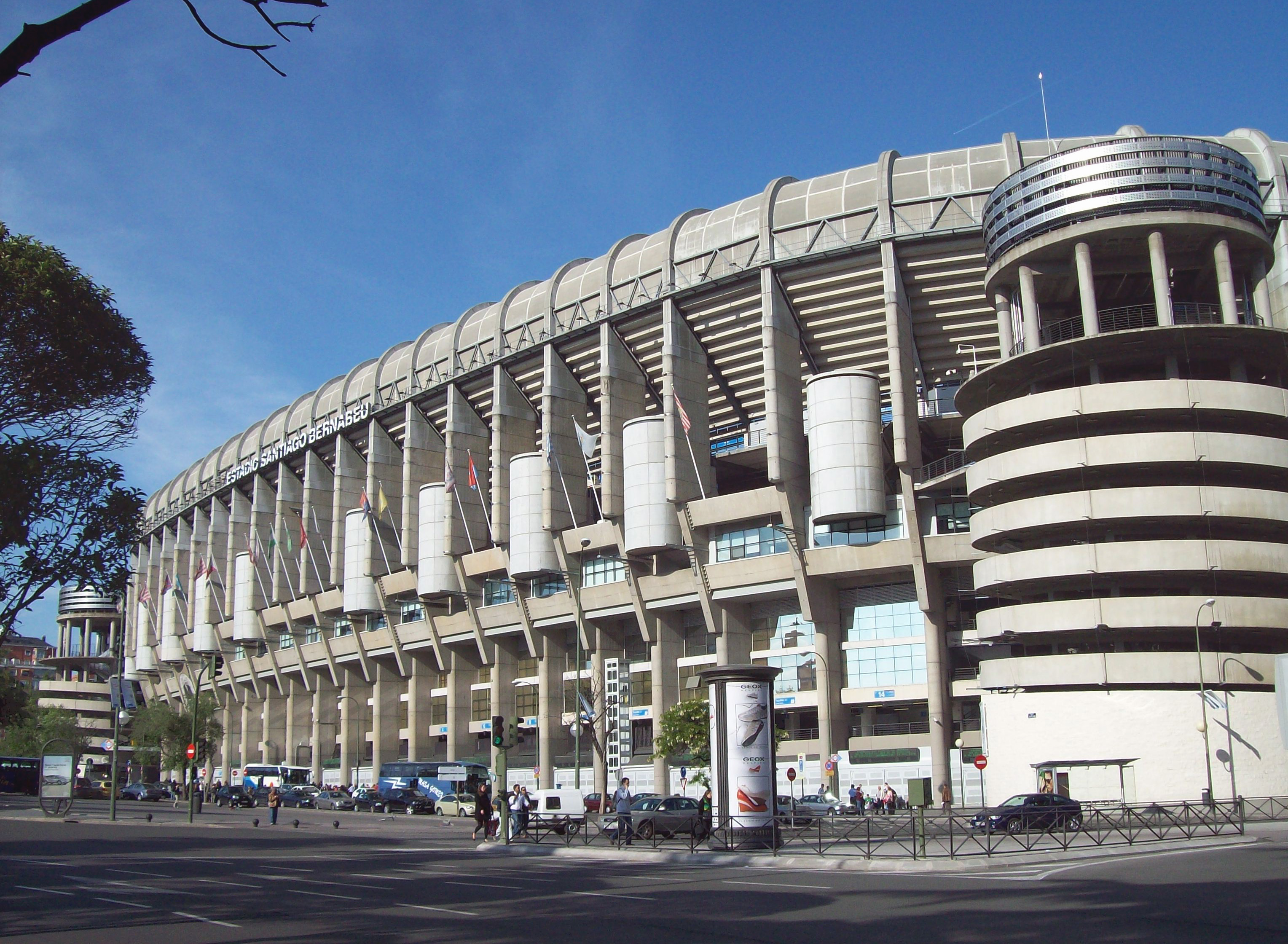
Santiago Bernabéu-stadion i Madrid.

Trofeo Santiago Bernabéu är en vänskapsturnering i fotboll som spelas varje år till minne av fotbollslegendaren och Real Madrid-presidenten Santiago Bernabéu (1895-1978). Turneringen spelas oftast någon gång i slutet på augusti eller i början på september månad.

## Finaler
Notera: Vid oavgjort efter full tid har matcherna fått avgöras på straffar.
| År   | Segrare              | Tvåa           | Resultat |
| ---- | -------------------- | -------------- | -------- |
| 1979 | Bayern München       | Ajax           | 2-0      |
| 1980 | Bayern München       | Real Madrid    | 1-1      |
| 1981 | Real Madrid          | AZ '67         | 0-0      |
| 1982 | Hamburger SV         | Standard Liège | 3-1      |
| 1983 | Real Madrid          | Hamburger SV   | 3-2      |
| 1984 | Real Madrid          | 1. FC Köln     | 4-1      |
| 1985 | Real Madrid          | Bayern München | 4-2      |
| 1986 | FK Dynamo Kiev       | Real Madrid    | 3-2      |
| 1987 | Real Madrid          | Everton        | 6-1      |
| 1988 | AC Milan             | Real Madrid    | 3-0      |
| 1989 | Real Madrid          | Liverpool      | 2-0      |
| 1990 | AC Milan             | Real Madrid    | 3-1      |
| 1991 | Real Madrid          | Colo-Colo      | 6-1      |
| 1992 | Ajax                 | Real Madrid    | 3-1      |
| 1993 | Internazionale       | Real Madrid    | 2-2      |
| 1994 | Real Madrid          | Palmeiras      | 3-2      |
| 1995 | Real Madrid          | Ajax           | 1-0      |
| 1996 | Real Madrid          | Benfica        | 4-0      |
| 1997 | Real Madrid          | Portuguesa     | 1-0      |
| 1998 | Real Madrid          | Peñarol        | 4-0      |
| 1999 | Real Madrid          | AC Milan       | 4-2      |
| 2000 | Real Madrid          | Santos FC      | 2-0      |
| 2001 | Internazionale       | Real Madrid    | 2-1      |
| 2002 | Bayern München       | Real Madrid    | 2-1      |
| 2003 | Real Madrid          | River Plate    | 3-1      |
| 2004 | Universidad Nacional | Real Madrid    | 1-0      |
| 2005 | Real Madrid          | MLS Selection  | 5-0      |
| 2006 | Real Madrid          | Anderlecht     | 2-1      |
| 2007 | Real Madrid          | Partizan       | 2-0      |
| 2008 | Real Madrid          | Sporting       | 5-3      |
| 2009 | Real Madrid          | Rosenborg      | 4-0      |
| 2010 | Real Madrid          | Peñarol        | 2-0      |
| 2011 | Real Madrid          | Galatasaray    | 2-1      |
| 2012 | Real Madrid          | Millonarios    | 8-0      |

### Antal vinster
| Klubb | Segrare | Tvåa |
| --- | ------- | ---- |
| Real Madrid | 23      | 9    |
| Bayern München | 3       | 1    |
| AC Milan | 2       | 1    |
| Internazionale | 2       | 0    |
| Ajax | 1       | 2    |
| Hamburger | 1       | 1    |
| Universidad Nacional Dynamo Kiev | 1       | 0    |
| Peñarol | 0       | 2    |
| River Plate Anderlecht Standard Palmeiras Portuguesa Santos Colo-Colo Everton Liverpool Cologne AZ Benfica Sporting Partizan MLS Selection Rosenborg BK Millonarios | 0       | 1    |